# Acromantis gestri
Acromantis gestri es una especie de mantis de la familia Hymenopodidae.

## Distribución geográfica
Se encuentra en Malasia y en Sumatra.